# Kottingbrunn
Kottingbrunn est une commune autrichienne du district de Baden en Basse-Autriche.